# Kristina Söderbaum

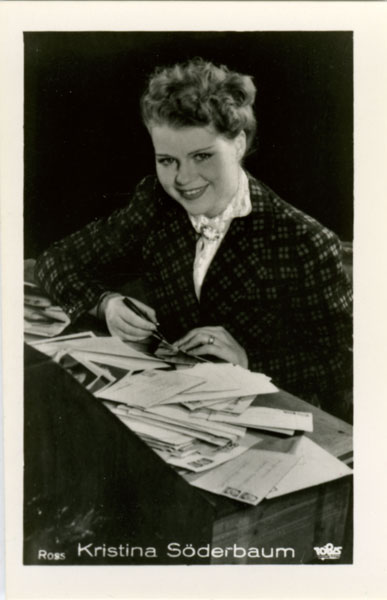
Kristina Söderbaum (1937)

Beata Margareta Kristina Söderbaum (* 5. September 1912 in Stockholm, Schweden; † 12. Februar 2001 in Hitzacker, Niedersachsen) war eine schwedische Schauspielerin. Ihre größten Erfolge feierte sie im deutschen Kinofilm zur Zeit des Nationalsozialismus, als sie unter der Regie ihres Ehemannes Veit Harlan (1899–1964) auch in nationalsozialistischen Propagandafilmen spielte.

## Leben
Kristina Söderbaum war die Tochter des Chemieprofessors und zeitweiligen Vorsitzenden des Nobelpreiskomitees Henrik Gustaf Söderbaum. Sie verbrachte ihre Schul- und Internatszeit in Stockholm, Paris und der Schweiz. Nach dem Tod ihrer Eltern folgte sie im September 1934 einer Verwandten nach Berlin. Dort hörte sie Vorlesungen in Kunstgeschichte, nahm Schauspielunterricht und lernte nebenbei Deutsch.
Durch einen Nachwuchswettbewerb der UFA kam Söderbaum 1936 zur ersten Filmrolle. Nach dem wenig beachteten Debüt wurde sie 1937 von Veit Harlan entdeckt, in dessen Film Jugend sie 1938 die Hauptrolle übernahm. Im Jahr 1939 heiratete sie Harlan; aus der Ehe gingen zwei Söhne hervor, Kristian (* 1939, genannt Tian) und Caspar (* 1946).

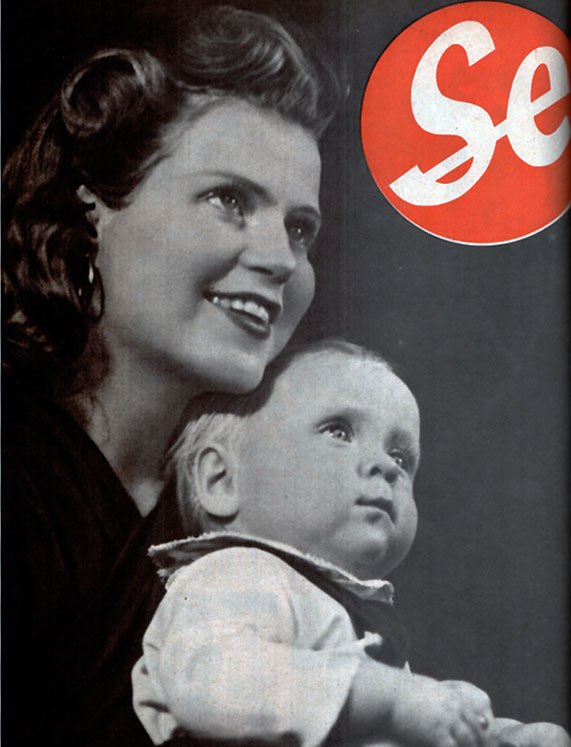
Söderbaum mit Sohn Kristian auf der Titelseite des Wochenblatts Se, 1941

Zwischen 1939 und 1945 drehte Söderbaum mit Harlan zahlreiche Publikumserfolge, darunter Verwehte Spuren (1938), nach dem gleichnamigen Hörspiel von Hans Rothe, Das unsterbliche Herz (1938), Die Reise nach Tilsit (1939), Die goldene Stadt (1942), Immensee (1943) und Opfergang (1944).
Söderbaum war beim Publikum wie bei der nationalsozialistischen Führung gleichermaßen beliebt, der NS-Propaganda entsprach sie dem Idealbild der vorgeblich „arischen Frau“. Schnell stieg sie zu einem Star des deutschen Kinos auf. Ihr Tod im Wasser am Ende zweier ihrer melodramatischen Filme (Jugend und Jud Süß) brachte ihr den Spottnamen „Reichswasserleiche“ ein, der sie ihr ganzes Leben begleitete.
In Harlans antisemitischem Hetzwerk Jud Süß (1940) spielte sie eine der Hauptrollen an der Seite von Heinrich George, mit dem sie kurz vor Kriegsende auch in dem Durchhaltefilm Kolberg (1943/45) zu sehen war. Den Nationalsozialisten erschien Söderbaum zuverlässiger als ihre Landsfrau Zarah Leander, die 1943 ins neutrale Schweden zurückkehrte. Söderbaum stand 1944 in der Gottbegnadeten-Liste des Reichsministeriums für Volksaufklärung und Propaganda. Im Februar 1945 floh Söderbaum mit ihrer Familie aus Berlin nach Hamburg.
Als ihr Mann ab 1950 wieder inszenierte, spielte auch Söderbaum wieder zahlreiche Hauptrollen in seinen Filmen. Es entstanden unter anderem Die blaue Stunde (1953), Zwei Herzen im Mai (1958) und Ich werde dich auf Händen tragen (1958), der der letzte gemeinsame Film der beiden werden sollte. August Strindbergs Ein Traumspiel (1963), eine Theaterinszenierung in Aachen, folgte als letztes Projekt der beiden.
1953 begann die Zusammenarbeit von Söderbaum mit Ilse Kubaschewski, an der auch Veit Harlan beteiligt war. Die erste gemeinsame Produktion war der Film Sterne über Colombo (1953), bei der Söderbaum die Hauptrolle spielte. Der Film wurde von Ilse Kubaschewskis Produktionsfirma Divina produziert und vom Gloria Verleih verliehen, der ebenfalls von der Kuba, wie Ilse Kubaschewski auch genannt wurde, gegründet und geleitet wurde. Den Folgeteil bildete der Film Die Gefangene des Maharadscha (1954). Auch bei der Produktion des Films Verrat an Deutschland (1954) arbeiteten wieder Veit Harlan, Kristina Söderbaum und Ilse Kubaschewski zusammen.
Nach Harlans Tod im April 1964 ließ sich Söderbaum in München zur Fotografin ausbilden. 1974 übernahm sie eine Rolle in Hans-Jürgen Syberbergs Film Karl May. 1983 veröffentlichte sie ihre Autobiografie Nichts bleibt immer so. In der Folgezeit trat Söderbaum noch in drei wenig bekannten Filmen und in der Fernsehserie Der Bergdoktor auf.
Am 12. Februar 2001 verstarb sie im Alter von 88 Jahren in einem Pflegeheim im niedersächsischen Hitzacker. Ihre Grabstätte befindet sich auf dem Friedhof in Seeshaupt am Starnberger See.

## Filmografie
- 1936: Onkel Bräsig
- 1938: Jugend
- 1938: Verwehte Spuren
- 1939: Das unsterbliche Herz
- 1939: Die Reise nach Tilsit
- 1940: Jud Süß
- 1940/42: Der große König
- 1942: Die goldene Stadt
- 1943: Immensee
- 1943/45: Kolberg
- 1944: Opfergang
- 1951: Unsterbliche Geliebte
- 1951: Hanna Amon
- 1953: Die blaue Stunde
- 1953: Sterne über Colombo
- 1954: Die Gefangene des Maharadscha
- 1955: Verrat an Deutschland
- 1958: Zwei Herzen im Mai
- 1958: Ich werde dich auf Händen tragen
- 1962: Die blonde Frau des Maharadscha
- 1974: Karl May
- 1986: Let’s go crazy
- 1992: Das bleibt das kommt nie wieder
- 1992: Night Train to Venice
- 1993: Der Bergdoktor (Episode 1x11: „Der Sinn des Lebens“)

## Autobiografie
- Kristina Söderbaum: Nichts bleibt immer so. Rückblenden auf ein Leben vor und hinter der Kamera. Hestia, Bayreuth 1983, ISBN 3-7770-0260-7 (Erweiterte Auflage: Herbig, München 1992, ISBN 3-7766-1748-9).